# 林真 (海军)
林真（1917年—2012年11月13日），福建省闽侯县人，前中華人民共和國解放軍海軍副參謀長（副兵团职），少将軍銜，因病逝世。 
林真於中華民國的北平市出生，抗日戰爭開始後的1938年加入中国共产党，並參加八路军。1955年被授予大校军衔，1961年8月晋升海军少将军衔。曾荣获二级独立自由勋章、二级解放勋章和一级红星功勋荣誉章。
1974年4月30日，林真向海军呈报了《关于建造一批对海导弹火炮护卫舰的建议》，同年10月22日獲国务院、中央军委同意，把部队當時装备的杂、旧式护卫舰更新为053H型舰对舰导弹护卫舰。